# 十和田信用金庫

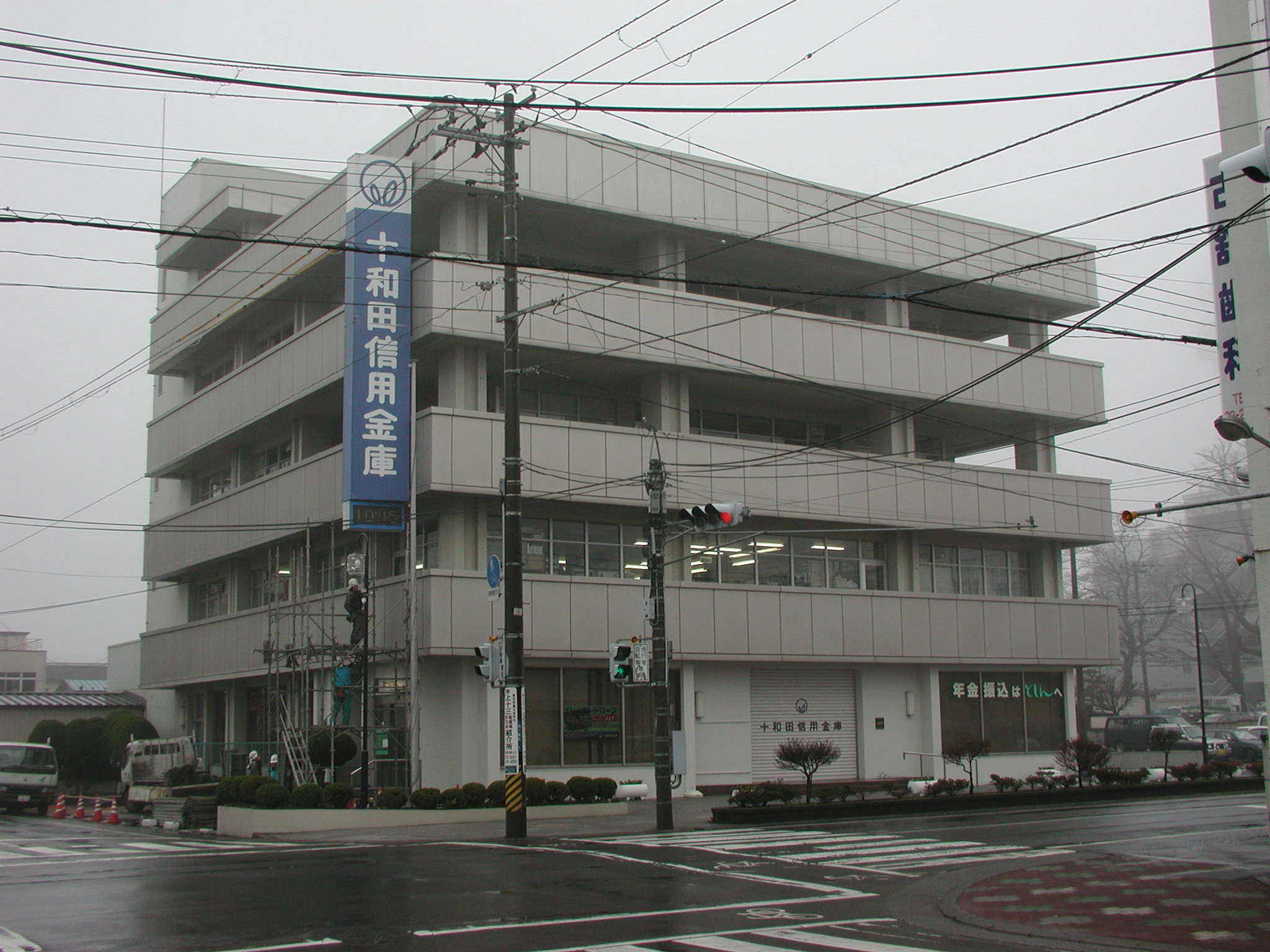
十和田信用金庫 本店
合併後も八戸信用金庫→青い森信用金庫十和田営業部として営業していたが、2018年10月29日に新店舗へ移転している。

十和田信用金庫（とわだしんようきんこ）は、2008年5月まで存在し、青森県十和田市に本店を置いていた信用金庫。略称は「としん」。統一金融機関コードは1107で、合併前時点の店舗数は14ヶ店（有人出張所1ヶ店を含む）だった。2008年5月19日をもって、八戸市に本店を置く県内最大手の八戸信用金庫に合併され、設立から60年の歴史に幕を下ろした。その後、八戸信金は2009年11月9日付けで、あおもり・下北の2つの信金が合併して青い森信用金庫となった。

## 沿革
- 1948年 - 三本木町信用組合として設立。
- 1953年 - 三本木信用金庫に改組。
- 1963年 - 十和田信用金庫に名称変更。
- 2008年 - 八戸信用金庫と合併し、消滅。同時に、十信本店を「八戸信用金庫 十和田営業部」に改称、稲生支店を廃店。

## 事業区域
- 十和田市・三沢市・八戸市・青森市・上北郡全域・三戸郡全域・東津軽郡のうち平内町・秋田県鹿角市（十和田区域のみ）および鹿角郡小坂町

## 店舗
上十三地域全14ヶ店（1有人出張所を含む）にて展開していた。
※：3桁の数字は店舗コード。
十和田市
- 本店（西三番町）：012
- 十和田湖町支店（奥瀬字中平）：018
- 北園支店（西一番町）：020
- 穂並支店（西四番町）：021
- 大学通支店（東十二番町）：022
- 稲生支店（稲生町）：024
（※：2008年5月16日をもって廃止し、合併後の同年5月19日付けで八戸信金十和田営業部（旧：十和田信金本店）に統合された）

三沢市
- 三沢支店（桜町一丁目）：013

上北郡
- 七戸支店（七戸町字七戸）：014
- 野辺地支店（野辺地町字野辺地）：015
- 六戸支店（六戸町大字犬落瀬）：016
- 東北町支店（東北町字上笹橋）：017
- 下田支店（おいらせ町中下田）：023
  - おいらせ町役場分庁舎出張所（おいらせ町上明堂）：店番なし（母店である下田支店の店番を使用）
なお、八戸信金への合併後の2008年9月1日付けで『八戸信用金庫 おいらせ支店』に改称されている（同時に、おいらせ町役場分庁舎出張所の母店についてもおいらせ支店に改称）。
- 青葉支店（おいらせ町青葉五丁目）：025

かつて存在した店舗
- 八戸支店：019（下田支店へ統合）
- 下田支店下田ショッピングセンター出張所：025（移転・支店への昇格をして青葉支店に改称）

## キャラクター
Mimi&Rappyを使用。

## ATM設置場所に関して
同金庫のホームページ・ディスクロージャー誌には同金庫ATMの設置場所及び営業時間についての詳細は掲載されなかった。

## 合併による取扱について

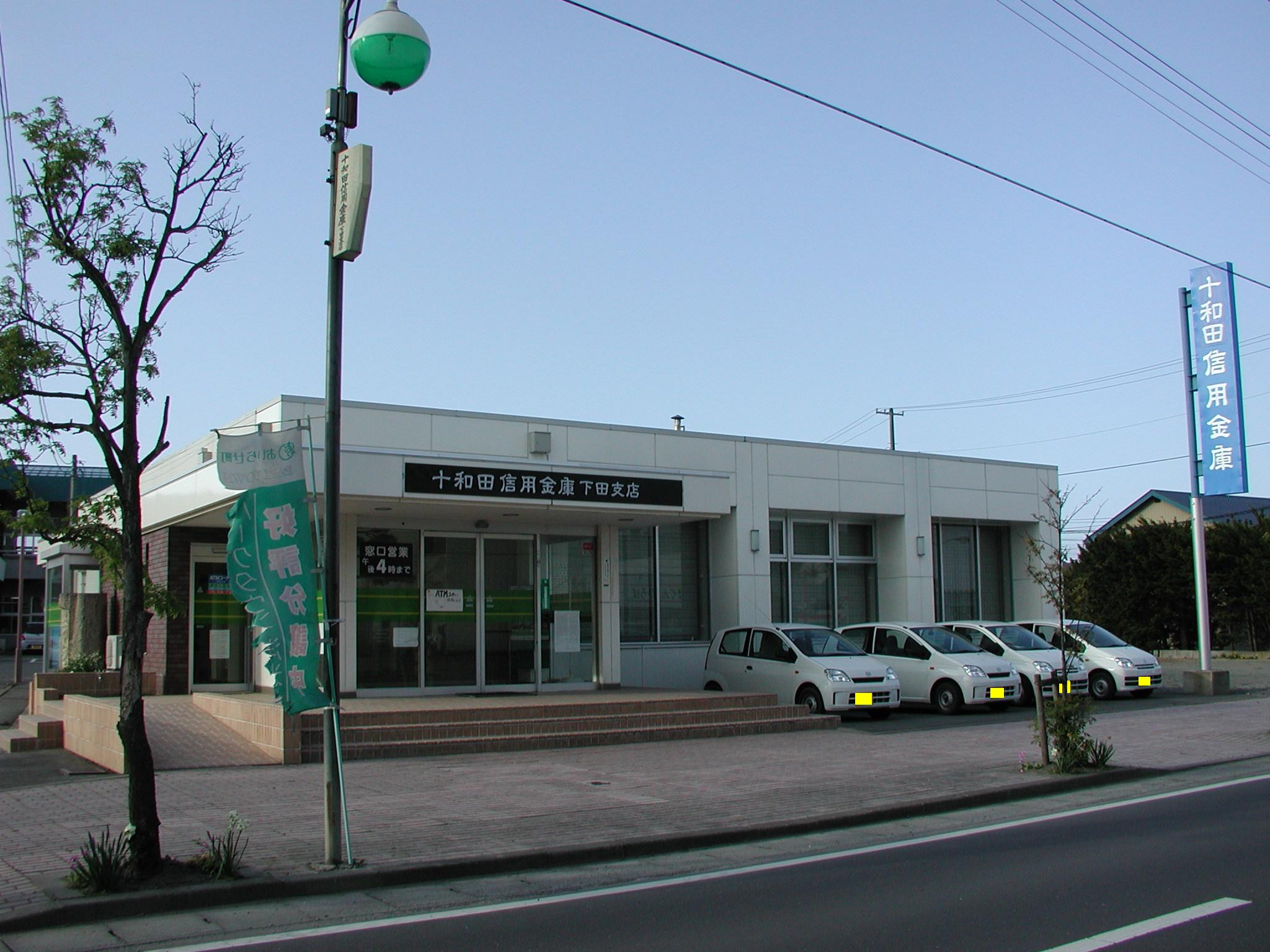
合併を目前に、看板サインの変更が行われた店舗。合併直前まで「八戸」の部分を「十和田」の文字で隠していた。（下田支店）

当金庫は、本店では16:30まで、下田支店おいらせ町役場分庁舎出張所を除く各拠点では16:00まで、それぞれ窓口の営業時間の延長を実施していたが（ただし15:00以降は一部取扱業務に制限があった）、八戸信金の既存店舗では全拠点が15:00で終了しているため、合併後の窓口営業時間の扱いに対しての動向が気になる状況にあったが、合併日以降は旧十和田信金店舗で行われてきた窓口営業時間延長の実施を廃止して、八戸信金の既存店舗と同様に9:00 - 15:00に統一された。
当初、合併後は両信金とも店舗網の再編を行わないと発表されたが、2008年2月19日の十和田信金側からのニュースリリースにおいて、同信金稲生支店を統廃合の対象とすることが公表され、合併日当日をもって八戸信金十和田営業部（旧十和田信金本店）に統合された。
これに伴い、下田支店おいらせ町役場分庁舎出張所（有人出張所）及び統廃合対象店舗である稲生支店の2カ所を除き、十信の各店舗内に設置しているATM（店舗外設置分を除く）にはICキャッシュカードへの対応と指静脈認証装置の取り付けが完了した（ただし合併までの間はICチップ対応は未稼働）ほか、合併前までに看板レイアウトの変更が順次行われた。変更後の看板には八戸信金の書体に合わせられたが、合併直前まで「八戸」の部分には「十和田」の文字で隠すように被せられていた。
また、合併後の旧十和田信金側の店舗コードについては、他地域信金の合併例のような別番号付与ではなく、既存の八戸信金下長支店（027）以降の通し番号を付与された。
さらに、旧十和田信金では新銀行東京とのATM提携が行われていたが、合併を機にこの提携を取りやめ、同行のキャッシュカードは旧十和田信金ATMでも利用できなくなった。